# Lise Meloche
Lise Marie Meloche, née le 19 avril 1960 à Ottawa, est une biathlète canadienne.

## Carrière
Avant de s'illustrer en biathlon, elle est active dans le canoë-kayak, le ski alpin puis le ski de fond.
En 1983, elle court une course de la Coupe du monde de ski de fond.
Pour ses débuts internationaux aux premiers championnats du monde de biathlon en 1984, elle est déjà dixième du sprint. Elle devient championne du Canada cette année.
Lise Meloche obtient la troisième place au classement général de la Coupe d'Europe 1985-1986 derrière Eva Korpela et Sanna Grønlid.
En 1991, elle remporte à domicile avec le Canada la course par équipes de Canmore en Coupe du monde.
Elle dispute les épreuves de biathlon aux Jeux olympiques de 1992 et aux Jeux olympiques de 1994 (18e de l'individuel notamment), année de sa retraite sportive.
Après sa carrière en biathlon, elle reste active dans différentes disciplines sportives au Canada et avec son mari David McMahon, un athlète, tourne des films instructifs liés au sport et gère un club multi-sport, le Natural Fitness Lab. Elle est aussi kinésiologue de profession.

## Palmarès

### Jeux olympiques d'hiver
| Épreuve / Édition   | Individuel | Sprint | Relais |
| ------------------- | ---------- | ------ | ------ |
| JO 1992 Albertville | 50e        | 47e    | 11e    |
| JO 1994 Lillehammer | 18e        | 37e    | 15e    |

### Championnats du monde
| Épreuve     | 1984 à Chamonix                  | 1985 à Egg am Etzl               | 1986 à Falun                     | 1987 à Lahti                     | 1988 à Chamonix                  | 1993 à Borovets | 1994 à Canmore |
| ----------- | -------------------------------- | -------------------------------- | -------------------------------- | -------------------------------- | -------------------------------- | --------------- | -------------- |
| Individuel  | 33e                              | 11e                              | 7e                               | 8e                               | 12e                              | 37e             |                |
| Sprint      | 10e                              | 9e                               | 6e                               | 7e                               | 23e                              | 33e             |                |
| Relais      | -                                | -                                | 5e                               | -                                | 6e                               | 12e             |                |
| Par équipes | Épreuve inexistante à cette date | Épreuve inexistante à cette date | Épreuve inexistante à cette date | Épreuve inexistante à cette date | Épreuve inexistante à cette date | -               | 6e             |

### Coup du monde
- 1 victoire en course par équipes.

### Coupe d'Europe
- Meilleur classement général : 3e en 1986.